# A・M・ナイル
A・M・ナイルことアイヤッパン・ピッライ・マーダヴァン・ナーヤル（マラヤーラム語：അയ്യപ്പന് പിള്ള മാധവന് നായര്,　英語：Ayappan Pillai Madhavan Nair、1905年 - 1990年4月22日）は、インドの独立運動家、実業家。ナイルレストラン創業者。京都帝国大学工学部卒業。

## 生涯

### 生い立ち
1905年に、イギリス領インド帝国のトラヴァンコール藩王国（現在のインド南部のケララ州）ティルヴァナンタプラム（トリヴァンドラム）で、裕福なクシャトリヤ階級の母とバラモン階級の父のもと、10人兄弟の末子として生まれた。

### インド独立運動参加
イギリスの植民地支配下に置かれた祖国インドの現状を憂慮し、高校在学中からインド独立運動やカースト差別批判運動などに参加し、イギリス植民地当局から要注意人物として監視されるようになった。

### 京都帝国大学留学
1928年、かつて北海道帝国大学に留学していた5歳上の兄の熱心なすすめにより、日本に留学することを決意し来日する。京都帝国大学工学部に入学して土木工学を学ぶ。

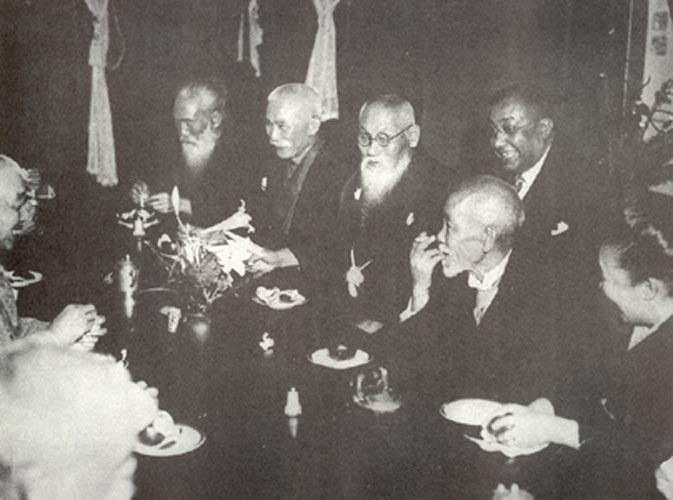
ラス・ビハリ・ボースと犬養毅、頭山満

来日早々、東京府を拠点に活動していたインド独立運動家のラス・ビハリ・ボースを訪ねている。その後、京都帝国大学での勉学の傍ら、インド独立運動に精を注ぐ。

### インド独立運動家に
1932年に京都帝国大学工学部を卒業、大阪府で栗本鐵工所へ入社するも、入社以降インド独立運動家としての講演活動などが多忙となり退社する。
その後、同じく日本を拠点に活動していたビハリ・ボースの腹心となり、日本政府の上層部や荒木貞夫や田中隆吉などの軍上層部、頭山満や大川周明などのアジア独立主義者らと関係を結ぶ。これらの活動を受けて駐日イギリス大使館より要注意人物としてマークされ、インドへの帰国は事実上不可能となる。

### 満州国へ
かつてインド臨時総督を務め、過酷な植民地政策を進めたヴィクター・ブルワー＝リットン率いる「リットン調査団」に欺瞞を感じ、同調査団の満州国派遣に対する抗議活動などを行っていた縁から、満州国協和会の創設メンバーので京都帝国大学同窓生の長尾郡太（長尾龍一の父）からの誘いを受けて、日本の租借地・関東州の大連で開催されるアジア会議の開催に奔走する。その後、1934年に開催された同会議に出席する。
その後も満州国と日本を行き来し、満州国への渡航後に習得した中国語を駆使して、モンゴルからの羊毛のイギリスへの輸出停止や、インドの独立派の新聞記者と愛新覚羅溥儀の会見を成功させるなど、様々な形のインド独立運動及び反英工作を行い、その傍ら満州国の建国大学の客員教授なども務めた。1939年には日本人の浅見由久子と結婚。同年に長男が誕生した。

### インド独立連盟設立

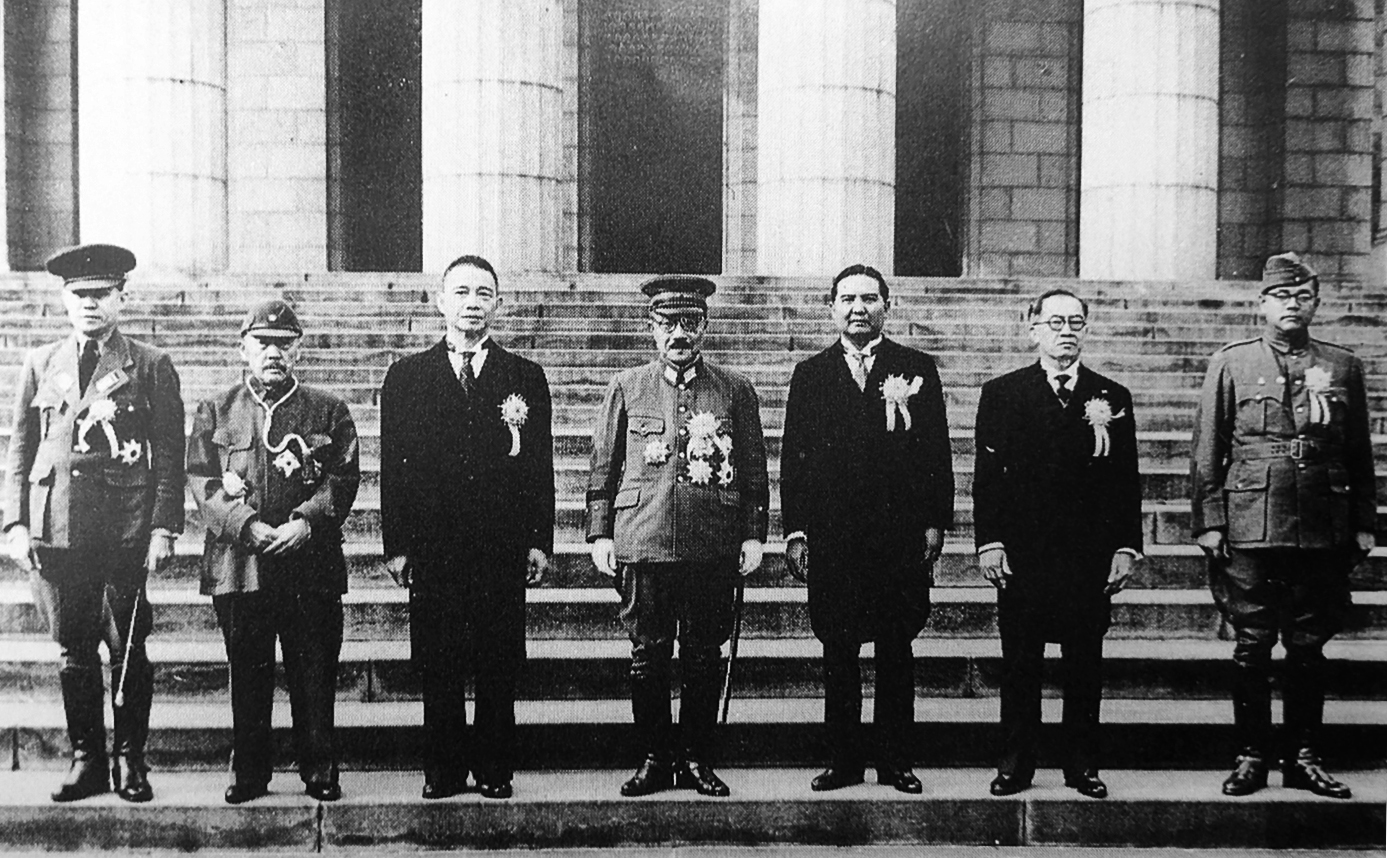
大東亜会議に参加した各国首脳。左からバー・モウ、張景恵、汪兆銘、東條英機、ワンワイタヤーコーン、ホセ・ラウレル、スバス・チャンドラ・ボース

1941年12月に日本軍がイギリス領マレー半島に対する攻撃、いわゆる「マレー作戦」を契機として太平洋戦争（大東亜戦争）に突入、イギリスをはじめとする連合国と開戦する。
その後1942年には、ラス・ビハリ・ボースを首班とする「インド独立連盟」の設立に貢献し、同連盟の指導者の1人となった。さらに、英印軍の捕虜のうち志願したインド人によって、イギリス軍を放逐した日本軍の占領下となったシンガポールに作られた「インド国民軍」の設立に関わった。
その後は、インド国民軍の初代司令官となった元英印軍大尉のモーハン・シンとビハリ・ボース、および日本政府と日本軍の間の緩衝役として活躍した。
なお、1943年7月4日に昭南（シンガポール）におけるインド独立連盟総会において、ビハリ・ボース率いるインド独立連盟総裁とインド国民軍の指揮権を、独立連盟幹部のナイルの提唱により、総会に先立ち亡命先のドイツから昭南へ来たスバス・チャンドラ・ボースに移譲している。

### 自由インド仮政府
1943年11月に東京で開催された大東亜会議の開催の際には、同年10月に設立されたばかりの自由インド仮政府の一員として日本の東條英機首相に助言を行うなど、日本や満州国、日本の占領下にあったシンガポールなどを拠点に、ビハリ・ボースやチャンドラ・ボースらとともにインド独立運動及び反イギリス活動に従事する。また、1944年には次男（G. M. ナイル）が誕生する。
大戦末期の1945年にビハリ・ボースが死亡した上に、同年始めには日本が本土周辺の制海権、制空権を失ったためにインド国民軍の本拠地があるシンガポールに戻ることもできず、日本国内にとどまって活動を続けたが、同年8月のアジア・太平洋戦争の日本の敗北により、日本と協力した上でのインド独立が不可能になった。直後の8月18日には、チャンドラ・ボースも台北で航空事故死した。

### 大戦終結後
ナイルの活動は戦前より長くイギリス統治下のインド植民地政府によって監視されており、第二次世界大戦後も、ナイルが指導者のひとりであったインド国民軍に参加した将兵は厳しく裁かれていた。そのためイギリスの植民地支配が続いていたインドに帰国することは事実上不可能であった。そのために戦後の一時期には、日本を占領するイギリス連邦占領軍による逮捕を避けるため、由久子の実家のある茨城県に姿を隠していた。
その後逮捕を免れたため、1946年には極東国際軍事裁判（東京裁判）のために来日したインド人のラダ・ビノード・パール判事の通訳を務め、各種の判断材料を提供した。1947年8月にインドがイギリスから独立したため、ようやくインド国籍を得るが、その後も日本に住み続ける。

### 日印関係への貢献
1949年には、東京都中央区銀座に日本初のインド料理専門店「ナイルレストラン」を開店（同店は二代目G. M. ナイル、三代目ナイル善己に引き継がれた）。同年、これまでの豊富な経験と知識、人脈が評価され、駐日インド大使の顧問に就任する。
1952年に連合国軍による日本の占領が終わってからも、パール判事が訪日した際にはブレーンを務めたほか、石橋湛山や大野伴睦、藤山愛一郎など日本の政財界人との広い交友関係を生かし、在日インド人協会の代表などを歴任するなど、様々な形での日印親善活動を続けた。
1970年、「ナイルレストラン」の成功、及び、ナイル商会のカレー粉製造・販売の実績を買われ、インド政府の依頼によりの大阪日本万国博覧会のインド館のレストランの運営にも協力した。
ヱスビー食品にスパイスを供給したり、インド大使館の公式行事に協力するなど、日本におけるインド料理の普及に大きく貢献している。

#### ナイル商会設立
- 1935年、小泉忠三郎が東京都文京区にて業務用カレー粉の製造販売を開始する。しかし、昭和16年に始まった第二次世界大戦の戦災に遭い工場が焼失。一時事業中断を余儀なくされた。
- 1947年、小泉は東京都練馬区豊玉に旭食品を設立し、事業を再開。
- 1952年、日本においてインド料理の草分け的レストランとして地位を築いた「ナイルレストラン」のスパイスレシピ等の技術を旭食品に提供及び提携。社名をナイル商会と改称。主力商品のカレー粉の名称を“インデラカレー”とする。また、インドの食材、スパイス等の輸入、販売も手掛ける[8]。

### 晩年
1984年には、日印親善に尽くした功により日本政府から勲三等瑞宝章を授与された。1990年に、妻と一緒に故郷インドのティルヴァナンタプラムに戻った際に体調を崩し死去した。85歳没。

## 回想録の出版
1982年に『知られざるインド独立闘争―A.M.ナイル回想録』を出版した（ "An Indian Freedom Fighter in Japan" by ORIENT LONGMAN, 1982. 邦訳は1983年）。
ナイルはこの本を出版した目的として、近代のインド独立闘争におけるスバス・チャンドラ・ボースの過大評価と、ラス・ビハリ・ボースの過小評価を正すことを挙げている。
例をあげると、日本軍が占領したアジア地域に住む200万人近いインド人の生命と財産を保全したのは、ラス・ビハリおよびナイルの功績であった。ふたりは大本営に働きかけ、的確な命令を出してもらうことに成功した。
これにより大本営はマレー地区の司令部に、末端の兵がインド人を見分けるための簡単な方法まで伝えたという。それは「相手がインド人かどうか分からなければ「ガンジー」と尋ねてみよ、それが肯定の答えであればその人間は大事に扱え」というものだった。

## 著書
- "An Indian Freedom Fighter in Japan" by ORIENT LONGMAN, 1982.
  - 河合伸訳『知られざるインド独立闘争―A.M.ナイル回想録』（2008年8月、風涛社）ISBN 978-4892193064